# Phacelia calthifolia
Phacelia calthifolia är en strävbladig växtart som beskrevs av August Brand. Phacelia calthifolia ingår i Faceliasläktet som ingår i familjen strävbladiga växter. Inga underarter finns listade i Catalogue of Life.